# 8261 Ceciliejulie
8261 Ceciliejulie è un asteroide della fascia principale. Scoperto nel 1985, presenta un'orbita caratterizzata da un semiasse maggiore pari a 3,0419734 UA e da un'eccentricità di 0,1737762, inclinata di 1,37928° rispetto all'eclittica.
L'asteroide è dedicato a Cecilie Ida Cetti Hansen e Julie Liv Cetti Hansen, le figlie dell'astrofisica danese Anja C. Andersen dell'Università di Copenaghen che gestisce l'osservatorio autore della scoperta.